# Кептар

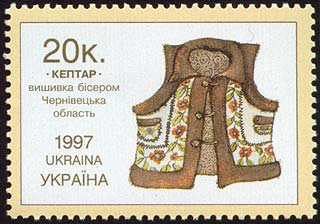
Буковинський кептар на марці

Кепта́р (від рум. кептар/пептар, утвореного від пепт — «груди») — безрукавний хутряний кожушок, який із давніх часів використовує населення Карпат і Прикарпаття. Виготовляють його з овечої шкіри та оздоблюють кольоровим сап'яном, вовною, бляшаними кружальцями, колосовим бавовняним шнурком та смушком.
Кептарі носило усе українське населення Карпат - як на східних, так і на західних їх схилах, а також гірське населення 
Трансильванії, Румунії та Сербії. На Буковині кептар іноді буває вишитим квітковими візерунками з яскравої кольорової шерсті або навіть шовку; іноді ці вишивки замінюють нашивками з різнобарвного сап'яну, що утворюють дуже вигадливий і часто пишний візерунок. Таким багатством орнаментації вирізняються кептарі галицьких та угорських гуцулів. У бойків вони значно простіші, а в лемків вишивки трапляються дуже рідко. 
«Студії з української етнографії та антропології», Хведір Вовк.
Кептар має значну локальну варіативність щодо довжини та прийомів оформлення. Також є багато місцевих назв цього виду одягу.

## Матеріали
Часто кептар виготовляється з однієї овечої шкури, яка перегинається навпіл і на згині робиться виріз для горловини, а з боків залишаються прорізи для рук. Від горловини половину шкіри розтинають вздовж посередині, формуючи дві передні поли. Іноді кептарі шиють з двох шкур. Тоді вони мають підкроєні бочки. Шви завжди декорують.
Для оздоб вживають:
- кольоровий сап'ян, який нашивають переважно у вигляді зубців вздовж країв та швів;
- смушок, яким обрамлюють кептар;
- «волічку» — вовну;
- «колосовий шнурок» — плетений бавовняний шнурок;
- «капслі» — бляшані кільця, що їх набивають поверх зубців із сап'яну;
- «китиці» — різнокольорові вовняні ґудзики, якими прикрашають кінці сап'янових зубців;
- «рачки» (іноді «хлопці») — симетричні фігурки з кольорового сап'яну, що нагадують формою раків, їх розміщують у кутах кептаря;
- «кучері» («качури») — фігурні оздоби з сап'яну, обшиті волічкою, з «капелями» і «китичками», закручені догори.
- «силянку» — переплетені смужки чорної шкіри;
- «косички» — прикраси з різнокольорової вовни стріловидної форми, що нагадують плетення коси;
- «ружі» — кружечки сап'яну з півкруглими зубцями, прикрашені «капслями»;
- «косиці» — стилізовані квітки, утворені кружечками сап'яну з зубцями і «капслями» у поєднанні з вишитими галузками.
- «дармовиси», «пустовиси», «повуди» — китиці, якими зав'язують кептар, а потім перекидають через плечі і вони звисають на спині.

## Крій
Найдавнішим варіантом хутряної безрукавки була бунда (або камазоля). Вона була глуха, коротка, до пояса, вдягалася через голову і з правого боку зав'язувалась ремінцем. Кептарі ж мають складніший крій і різні варіанти довжини.
За кроєм кептарі бувають або прямі, або розширені до низу. Можуть мати підкроєні бочки. Зазвичай вони симетричні, мають розріз посеред грудей.
Кептарі можуть мати стоячий або відкладний комір, або можуть бути без нього. Також вони можуть мати кишені — накладні або прорізані — різної форми: півкруглі, прямокутні, трапецевидні.

## Гуцульські кептарі (гуцуляки) кін. XIX— сер. ХХ століть

### Галицькі гуцули
Для кептарів галицьких гуцулів характерне симетричне розміщення декору з перевагою геометричного орнаменту. Лише для прикраси сучасних кептарів з с. Устеріки Косівського району застосовують рослинні узори. За своїм характером оздоблення поділяють на косівські, космацькі, верховинські і надвірнянські. У верховинських кептарях переважає зелений колір, у косівських і надвірнянських — червоний. Надвірнянські кептрі мають оздоби з червоного сукна — «хлопці» — розміщені в кутах пілок і на бокових швах. Косівські кептарі рясно прикрашені плетеними смугами червоного сап'яну, плетінками, мають «рачки» на плечах, над кишенями і в кутах пілок.

#### Космацькі кептарі

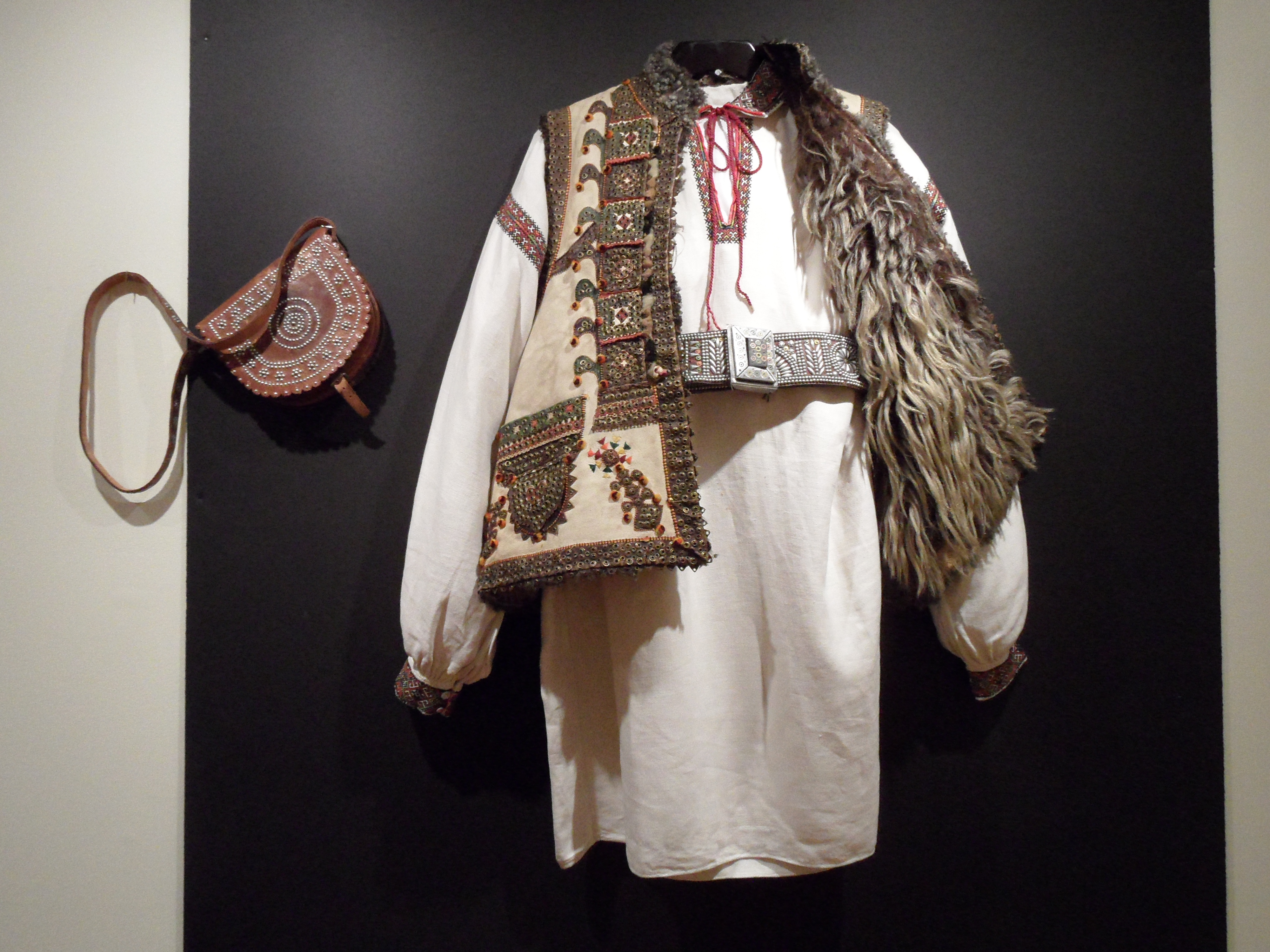
Космацький кептар

Космацькі кептарі розширені до низу і характеризуються теплою кольоровою гамою. Для них використовують лише сірий смушок. Смуга сап'яну з набитими «капслями», що йде від плеча до орнаментального краю пройми, виділяє ці кептарі з-поміж інших.
У XIX столітті в кептарях Космача до сірого смушку додавали вузеньку смужку хутра куниці. Сап'ян для оздоби використовували коричневого та зеленого кольорів, з набитими поверх «капслями». Прямокутні кишені були прикрашені також вузенькою смужкою червоного сап'яну. Спереду такого кептаря сап'ян з «капслями» утворював смугу узорчатих квадратів, з одного боку якої додавали шнурки, а з іншої — «кучері», які тут називали «качури». Верхівки «кучерів» були прикрашені «китичками». Кути кептаря спереду і на спинці оздоблювались «хлопцями» з «китичками».
Космацькі кептарі XIX століття мали стоячий комір, гладку спинку, застібались на ґудзики або гачки.
Кептарі кінця XIX — початку ХХ століть були довші і більше розширені до низу. Декоровані менше, рідше набиті капелі. Смуга сап'яну спереду суцільна. Поруч з нею «качури» двох кольорів — зеленого і коричневого. Між качурами нашиті мідні ґудзики. Кишені прямокутні, нашиті косо, прикрашені двома «китичками», «капслями» і смушком. Комір стоячий. Спинка пряма.
З 40-х років XX століття у Космачі виготовляють кептарі, схожі на зразки XIX століття, проте декоровані густіше. «Капслі» понабивані дуже часто. Передня смуга сап'яну також розділена на квадрати, проте набагато ширша. Активно використовується темно-червоний і яскраво-зелений сап'ян. Кишені трапецевидні.
У наш час кептарі у космацькій традиції виготовляє Юрій Поляк.

#### Косівські кептарі

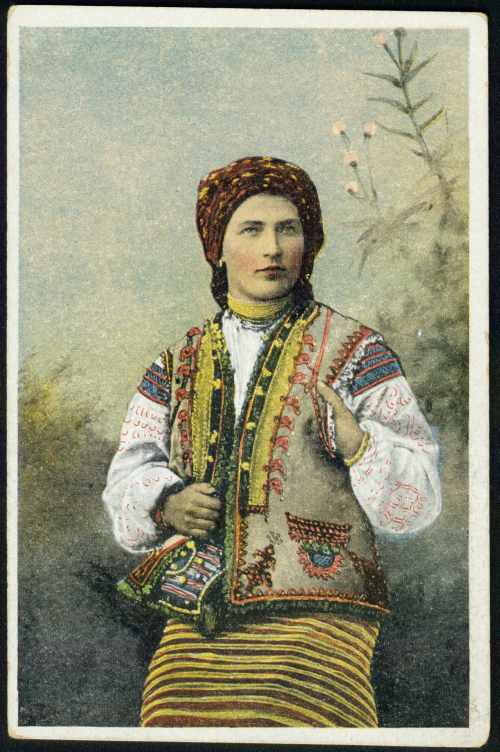
Косівський кептар

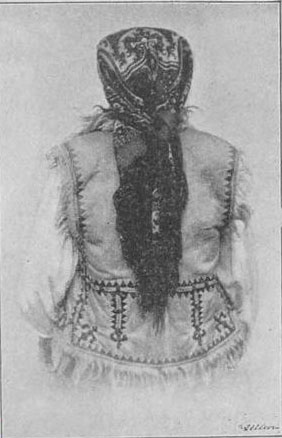
Спинка косівського кептаря

Кептарі, що побутували навколо Косова у XIX сторіччі, майже повністю вийшли з ужитку. В їх оздобленні активно використовували «силянку» — переплетені смужки чорної шкіри. «Силянка» проходила горизонтально посеред спинки, досягала бокових швів, могла переходити на перед. Її на спинці під прямим кутом перетинали ще дві «силянки». Вони у верхній частині заокруглювались до середини пройми. По периметру косівський кептар був обрамлений сірим смушком та «силянкою», що закінчувалась зубцями з коричневого сап'яну, обшитого зеленими та помаранчевими нитками. Попереду, на грудях, розташовувалося ще по 3 «силянки» з кожного боку, між якими — вовняні шнурки та кольорові «китички». «Силянка» могла розміщуватись навіть на комірі, який був стоячим.
Окрім зазначених прикрас, «грідушки» (передня верхня частина кептаря) були викінчені «кучерями». По низу вони закінчувались трапеціями з сап'яну, прикрашеного «капслями».
Косівський кептар мав прорізні трикутні або напівкруглі кишені, що були обшиті зубцями. Бокові шви кожушка були з розрізами знизу.
Окрім «силянок» значну площу оздоб займали «рачки». Вони розміщувались над кишенями, в кутах кептаря, а також на спинці, над і під горизонтальною смугою «силянки». Їх могло бути по 5 вгорі і внизу.
У пізніший час в декоруванні кептаря уже не використовували «рачків», «кучері» поєднували з зубцями і нашивали чорний смушок замість сірого.
Кептарі Яворова відрізняються від решти. Тут використовують «косички» і зубці із зеленого колосового шнурка, що зближує ці кептарі з верховинськими. По краях нашивають чорний смушок.
Яворівський кептар 40-х років XX століття у своєму декорі має «косички», обрамлені сап'яновими зубцями та «силянки». Кишені широкі, прикрашені смушком.
Кептар 50-х років має по два ряди «косичок» навколо пройм рукавів та вздовж кишень. «Косички» обшивають зубцями із зеленого колосового шнурка. По низу кептар прикрашений «коверцем» — густим вовняним орнаментом, що дійсно нагадує килим. Цей кептар зав'язується на «дармовиси».
Зовсім відмінний «кутський» кептар, що побутував в середині XX століття в с. Вербовець. Він має мінімум декору: лише тоненька стрічка волічки і вишиття хрестиком. Кишені напівкруглі, із сірим смушком. На них вишиті зелені гілочки з квіточками.

#### Верховинські кептарі

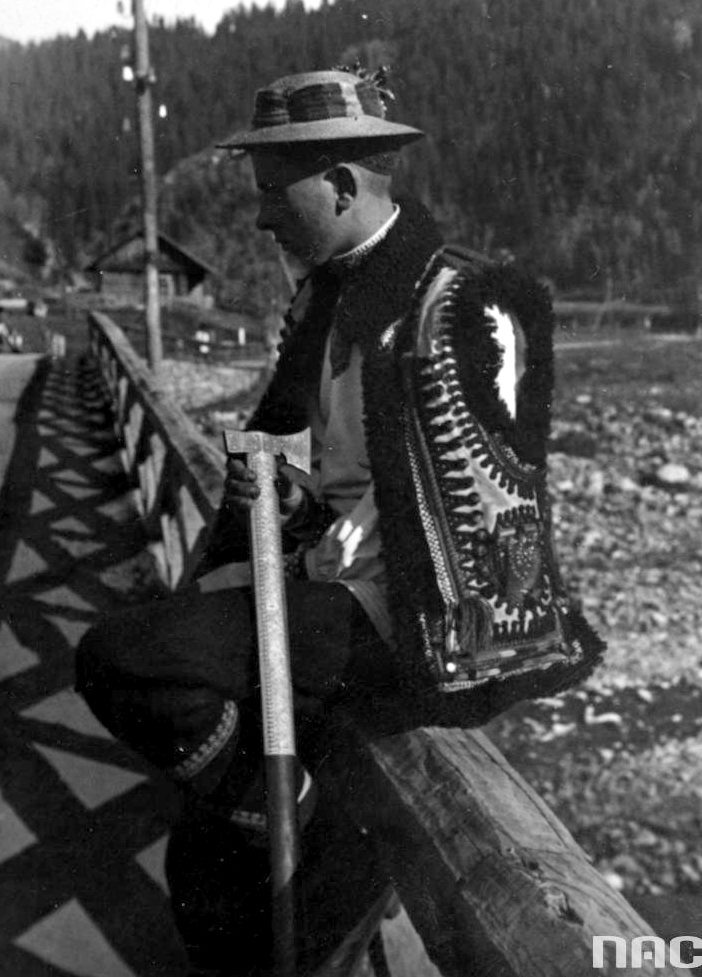
Верховинський кептар

Верховинським кептарям притаманний прямий крій. Вони мають стоячий або відкладний комір, нашивні кишені. Застібаються на ґудзики. Всі краї тут обрамляють чорним смушком.
Оздоби розміщені на кептарі так, аби підкреслити його форму. Прикрашають зазвичай перед, горловину, пройми, кишені, низ та бокові шви.
Вздовж смушку краї верховинського кептаря оздоблені «силянкою», потім — червоною волічкою, яка обмежується, в свою чергу, зубцями із зеленого колосового шнурка. Зубці розташовані внизу, з боків кептаря, обрамляють кишені і комір, якщо він стоячий. Знизу кептаря між «силянкою» і зеленими зубцями розташовуються один, три або п'ять рядів «косичок». «Косички» відділені одна від одної вишиттям спеціальною технікою «ключка», що нагадує ряд переплетених хрестиків. На «косичках» через кожні декілька сантиметрів нашиваються кольорові «китички».
Посеред спинки верховинського кептаря простягається горизонтальна орнаментальна смуга, що також обмежена рядами зелених зубців. Ця смуга утворена зазвичай смугою «силянки» з «китицями», обшитою червоною волічкою. Вона може складатись і з двох рядів «силянок», між якими декілька рядів «косичок».
Перед кептаря прикрашений одним або двома рядами «косичок», помаранчевим шнурком, до якого, в свою чергу, пришиті зубці з темного сап'яну, з «китичкою» на кожному зубці.
Такі кептарі мають напівкруглі або прямокутні кишені з темного сап'яну. Зустрічаються також трапецевидні з «капслями» або кольоровими вовняними кружками.
У ХХ столітті в с. Устеріки з'явилися кептарі з рослинним орнаментом. Вони пошиті з коричневого матеріалу, замість смушку використовується імітація, виплетена гачком з чорних або темно-сірих вовняних ниток.
Рослинний орнамент вишивається гладдю бавовняними нитками. Використовують рожевий, фіолетовий, жовтий та синій кольори для квітів і зелений для листя. Спереду кептар зашитий квітами майже повністю, ззаду внизу квіти вписані в ромбічну смугу.
Стоячий комір, пройми рукавів, перед і низ кептаря обрамляють тоненькі сіро-жовті волічкові смужки.
Кишені накладні, прямокутні, розташовані косо.

#### Яремчанські кептарі
Для кептарів з-поблизу Яремче характерний коричневий колорит, кишені різної форми, багато прикрашені «капслями».
Кептарі XIX століття у цій місцевості декоровані переважно «капслями», «силянка» зустрічається рідше. Мають нашиті кишені. Наприкінці XIX століття у с. Микуличин побутували кептарі, обшиті біля горловини і спереду хутром куниці. По краях вони були оточені рядком «силянки», двома рядами кольорових шнурків і «кучерями» з сап'яну, прикрашеними «капслями».
На кишені нашивали кружечки сап'яну з півкруглими зубцями і набитими «капслями». Вони називалися «ружі» через подібність до квітки. Розрізи кишень були оздоблені смушком. Над ним розташовувались два ряди сап'янових зубців із набитими «капслями». Оздобу кишень завершували п'ять симетрично розташованих вовняних «китичок».
Спереду в кутах такого кептаря розміщувались «рачки» з «капслями» і «китичками».
У 30-х роках у Дорі вбиралися в кептарі, оздоблені коричневим сап'яном і жовтим колосовим шнурком. Сап'янові зубці на них були обшиті трьома рядами вишиття хрестиком і «китичками» на відстані 3-4 см одна від одної. Сап'ян розташовувався навколо шиї, спереду, по проймі рукавів, внизу і з боків та був густо декорований «капслями». Між «капслями» розташовувались кружечки білого та червоного сап'яну.
Кишені такі кептарі мали нашивні, трапецевидні, із сап'яновими кучерями знизу. Смушок використовували чорний для зовнішньої сторони кожушка і сірий — для внутрішньої.
У 40-50-х роках у Микуличині зустрічалися кептарі, що також застібалися на ґудзики, але мали й «пустовиси» помаранчевого та зеленого кольорів, які перекидали через плечі і залишали звисати на спині. Такий кептар був обшитий смушком та коричневими сап'яновими зубцями з «капслями».
Характерний для місцевостей навколо Яремче також особливий весільний кептар, довший і розширений до низу, ясно-червоного колориту, оздоблений «капслями», золотою парчовою ниткою, кольоровою вишивкою, хрестиками та «китичками».

### Закарпатські гуцули

#### Ясінські кептарі

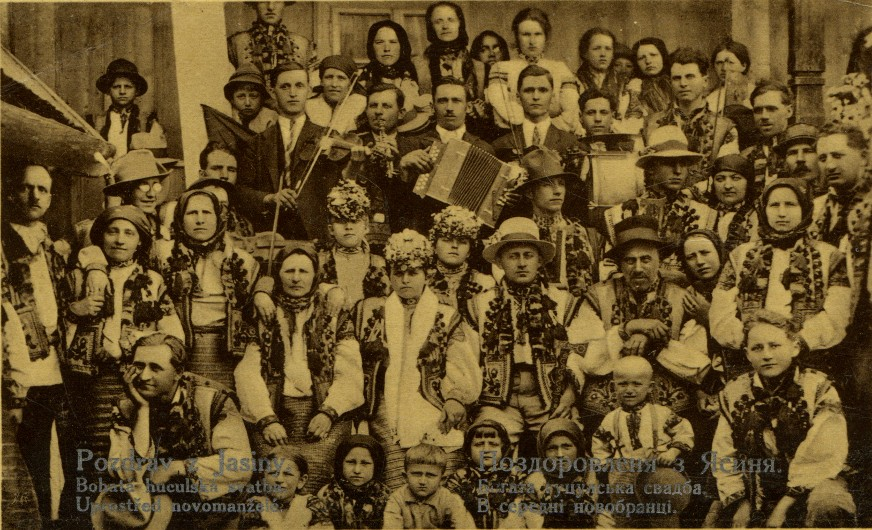
Ясінське весілля

Кептарі з околиць Ясіні — світлого забарвлення і мають доволі великі узори в нижній частині.
Їх оздоблюють «силянкою», сап'яновими зубцями, вишивкою кольоровими нитками. Перед може бути декорований хутром лисиці, біля якого — два ряди кольорових «косичок» з «китицями» і «силянкою» між ними. Декоративна конструкція спереду кептаря завершується «кучерями», які на Закарпатті довгастої форми і обшиті помаранчевою ниткою. Поверх вони прикрашені «капслями» і білими маленькими ґудзиками.
Ясінський кептар має широкі прорізні кишені, вгорі оздоблені чорним смушком.
Основною складовою декору закарпатських кептарів є «косиці» — стилізовані квітки, що утворюються поєднанням аплікації з кружечків сап'яну з зубцями і «капслями» і вишивки.
Ясінський кептар застібається на ґудзики і зав'язується на «повуди» (те саме, що й «дармовиси») зеленого, червоного, помаранчевого кольорів.

#### Рахівські кептарі

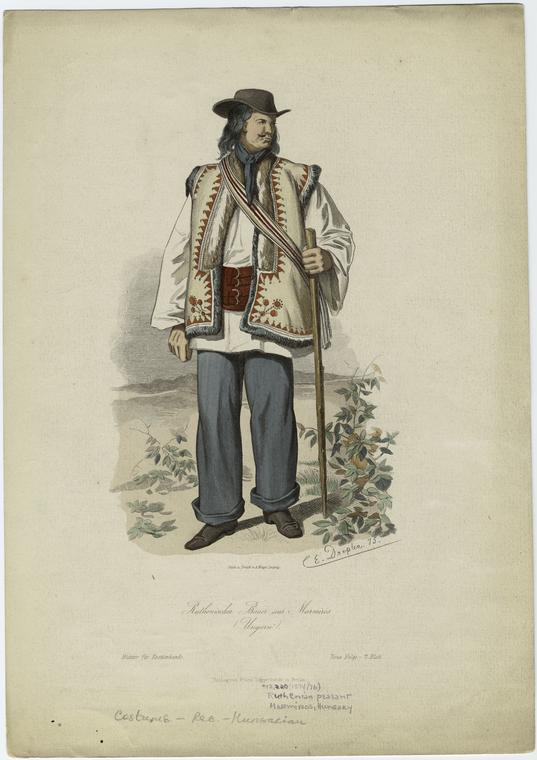

Для рахівських кептарів характерні прямий крій та невеликі розрізи з боків.
Обшиті вони чорним смушком згори переду і темно-вишневим сукном без «капслів» по периметру. Також периметр обрамлює дрібна «силянка».
Перед оздоблений двома рядами «силянки», одним або п'ятьма рядами кольорових «косичок» і довгастими «кучерями». На «кучері» нашиті «китички» і «зірнички».
В кутах такий кептар має «косиці», які утворені окрім іншого також кольоровими «косичками».
Рахівські кептарі мають прямокутні сукняні кишені з прорізами, обшиті нитками.

### Буковинські гуцули

#### Путильські кептарі
Кептарі Путильського району Чернівецької області багато оздоблені звичайними і довгастими «кучерями» з червоного сап'яну. «Кучері» обшивають зеленим і червоним шнурком. В декорі також використовують «силянку», нашиту на жовтий сап'ян, та чорний смушок.
Кишені такого кептаря — довгі прорізні. Застібається він на ґудзики з «китичками».
Спинка «путилки» густо прикрашена сап'яновими «кучерями».

#### Вижницькі кептарі
У декорі кептарів Вижницького району зустрічається як геометричний, так і рослинний орнамент.
Кептар, прикрашений фітоморфним орнаментом, зазвичай різнобарвний. Переважають ясно-червоний, зелений, рожево-фіолетовий кольори. Вишивка виконується вовняними нитками у техніці гладь та хрестик. До неї додають декорування вузькою смужкою вишневого сап'яну, чорним смушком, «косички» і квіткові прикраси з кольорової вовни. Прикрашають густо як перед, так і спинку.
У селі Іспас переважає геометричний декор кептарів. По периметру кожушок тут прикрашений аплікацією з чорних шкіряних зубців, обшитих кольоровим шнурком. Оздобу грудей кептаря складають чотири «силянки», між якими — три ряди кольорових шнурків з «китичками». Зверху розміщують подвійні сап'янові «кучері».
Кишені в цій місцевості півкруглі, прикрашені «китичками» і подвійними «кучерями» над ними. Спинку оздоблюють мало.

## Покутські кептарі кін. XIX— сер. ХХ століть

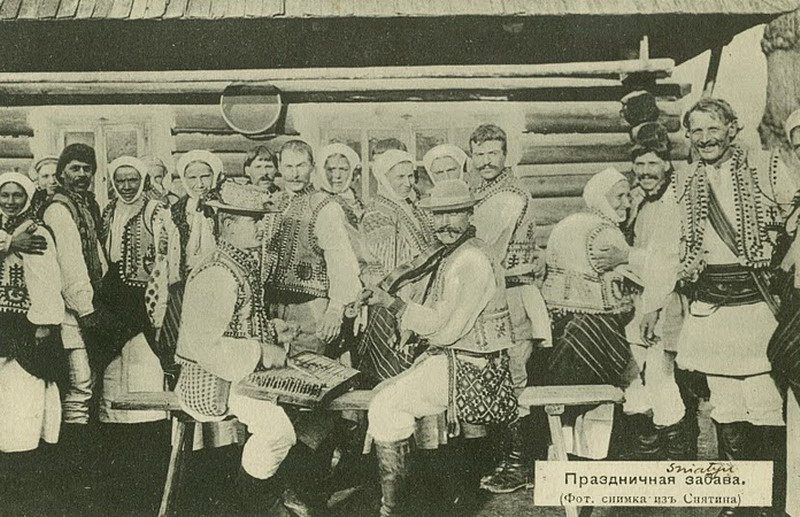
Покуття

Безрукавний кожух (хутряна безрукавка) – кептар, був поширеним як в гірських районах, так і на Покутті. Найчастіше його виготовляли з добре вибілених шкір. Це універсальний тип одягу, який носили цілий рік. Декорований кептар був дорогим задоволенням й не кожен міг його купити. Одягали такий кептар у святкові дні, на весілля, до церкви. Кептарі на Покутті не відрізнялися від гуцульських. Проте різниця полягала в оздоблені. Основною рисою одягу покутян є простота. Найпоширеніший спосіб декорування – аплікація білим, червоним, зеленим сап'яном та вишивка.
Його оздоблювали аплікаціями  зі шкіри та плетінки із сап’яну. На Городенківщині кептарі щедро оздоблювали кольоровою вишивкою вовняними нитками, а на Снятинщині переважали декори у вигляді малесеньких вовняних кутасиків червоного кольору. Такі кептарі в народі називали калинка.

## Буковинські кептарі к. XIX— сер. ХХ століть

Буковинська цурканка

Для рівнинної частини Чернівецької області характерним є видовжений, розширений до низу кожушок-безрукавка — мунтян або цурканка.
Обшивають його по проймах рукавів та передньому розрізі хутром тхора або куниці, по низу — баранячим смушком. По периметру мунтян прикрашений також «силянкою», а перед оздоблений заокругленими зубцями із зеленого та коричневого сап'яну. По низу розміщуються сап'янові стилізовані квіти і листочки.
Окрім цього, у рівнинній Буковині побутують кептарі, які в народі називають «українка». Вони повністю обшиті смушком, на грудях смуга смушку розширена. Основною оздобою є вишивка гладдю бавовняними і шовковими нитками. Орнамент рослинний. Кольорова гама холодна — синій, блакитний, зелений. Вздовж вишивки нашивають також «косички», які обшивають двома рядами хрестиків.
У Заставнівському районі зустрічаються видовжені кептарі, багато прикрашені вишивкою шовком і бісером. Орнаменти рослинні. У декорі також може використовуватись золотиста парчева смуга з густо нашитим бісером та чорний шнурок, укладений зигзагом.

## Бойківські кептарі к. XIX— сер. ХХ століть

### Закарпатські бунда та камазоля
У с. Нижні Ворота Воловецького району чоловічий безрукавний кожушок називався «камазоля». Він мав прямий крій і застібку з лівого боку, а спереду лише невеликий проріз для горловини, що застібався на один ґудзик. Камазоля мала дві кишені: одна маленька була нашита ліворуч згори, а інша більша — праворуч внизу.
Кишені були декоровані червоною смугою сап'яну та прошивкою вузенькими шкіряними смужечками синього та червоного кольорів. Камазоля могла мати смужки сап'яну на плечах, з боків та знизу — дві сап'янові смуги контрастних кольорів (зелену і червону або синю і червону). Ґудзики шкіряні. Перед оздоблювався «ціфрами» — аплікацією з двоколірного сап'яну, рослинного орнаменту.
Жіночі кептарі в цій місцевості мають стандартний крій, оздоблені чорним смушком, без коміра. Застібаються вони на ґудзики («пантлики»), можуть мати прорізні кишені. У декорі може використовуватись переплетення з червоної шкіри — «коцка», хвиляста декоративна стрічка — «кривулька». Шви прикрашені сап'яном і «кривулькою», по периметру кептар також обшитий коричневим сап'яном із зубцями і «кривулькою» зеленого кольору. Нижні кути переду середину низу та верху спинки прикрашають сап'янові листочки і «ружі»(квітки).
Жінки Міжгірського району вбираються в «бунду» — короткий, вище пояса кожушок, густо вишитий рослинним орнаментом. Вишивають його вовняними нитками технікою гладь, основні композиційні елементи — червоні квіти і зелені листочки. Спереду нашивають чорні китички.

### Ґорсики бойків Львівщини
У гірських районах Львівщини, а також у Підгір'ї теплі безрукавки називали ґорсиками. Ґорсик - декорована безрукавка без коміра, оздоблена ґарусом, склярусом і пацьорками. Ґорсики з валяної шерсті (повсті) мали назву катанка.

### Прикарпатські лейбики
Лейбик - традиційний повсякденний прямоспинний одяг без рукавів, який на Прикарпатті носили і чоловіки і жінки. Шили їх з домашнього сукна, оздоблювали вишивкою, ґудзиками чи металевими люверсами, бісером і лелітками.

## Лемківські безрукавки
Лемки на сорочку одягали бруслик — гранатового (бордового) кольору (святковий), який завязувався на животі. Бруслик носили також небесного кольору з червоною вишивкою та з рядами нашитих ґудзиків. Також були поширені лейбики темно-синього кольору.
Ще на Лемківщині зустрічається назва цибік.

## Кожушки Західного Поділля к. XIX— сер. ХХ століть

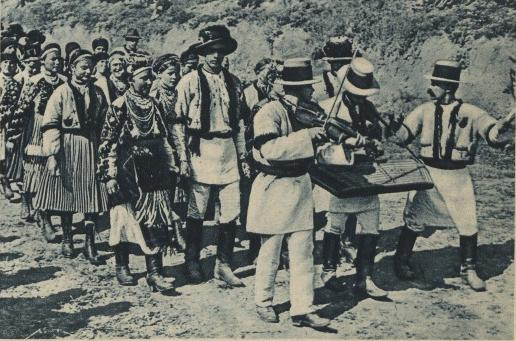
Музики із Західного Поділля

Парубки у західноподільському Придністров'ї вбиралися в короткополі кожушки з короткими, максимум до ліктів, рукавами. Передній розріз, пройми рукавів, бічні шви, кишені та поли прикрашалися аплікацією з сап'яну або тонкого крамного сукна, вишивкою вовняними нитками, дрібним бісером.

## Керсетки Подніпров'я
Керсетка – безрукавка, виготовлена з фабричних тканин, що поширена на Подніпров’ї. Існує багато місцевих варіантів щодо пропорцій, довжини та декорування керсеток. Керсетка відома своєю популярністю, зокрема, на Київщині, Чернігівщині, Полтавщині і частково на півдні України, таких як Дніпропетровщина, Кіровоградщина і Херсонщина.

## Цікаві факти
У кептар вдягнена постать Володимира Івасюка у пам'ятнику, що був встановлений у грудні 2011 року на проспекті Шевченка у Львові.